# Lakenvelder Rind

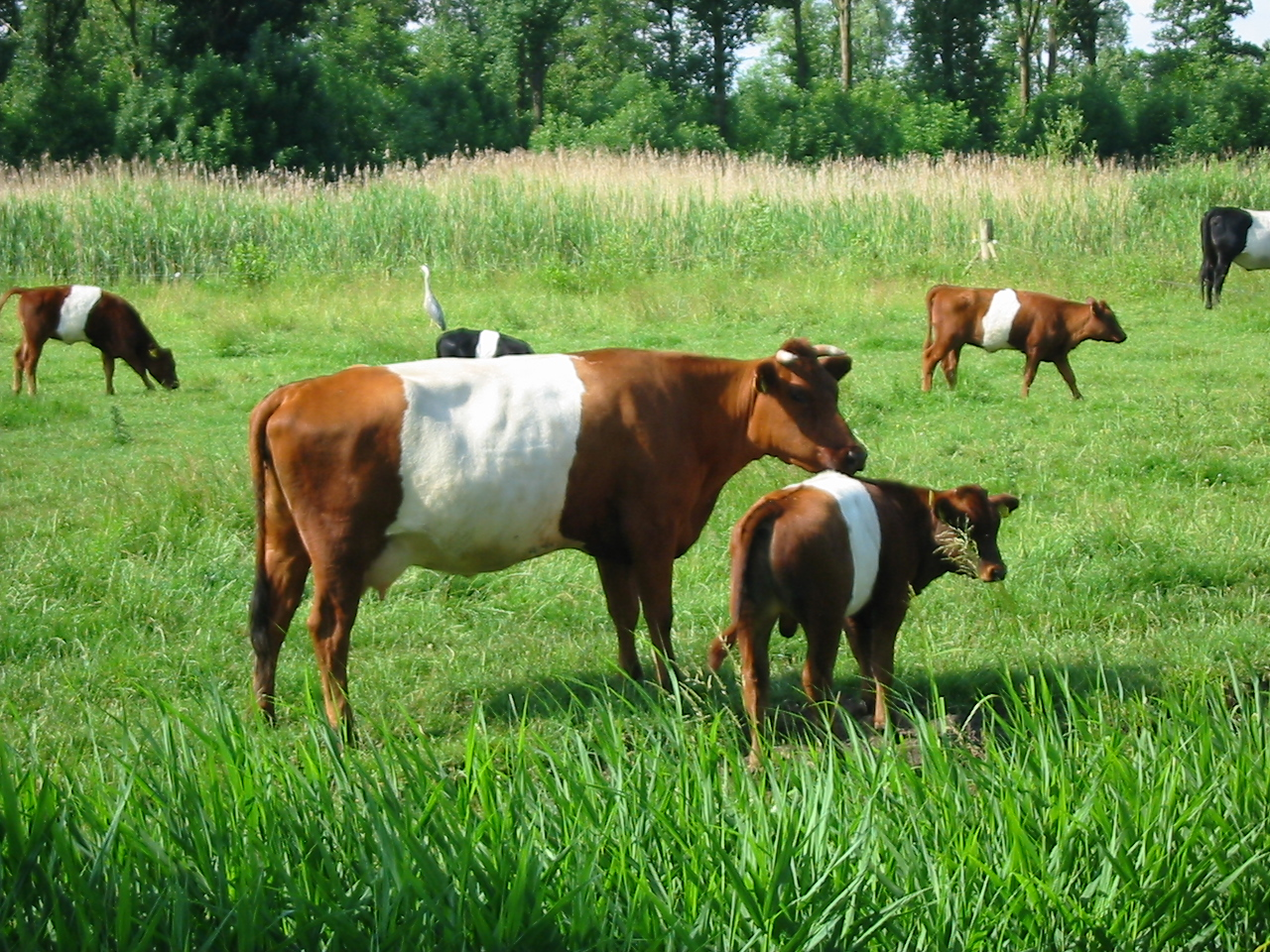
Lakenvelder

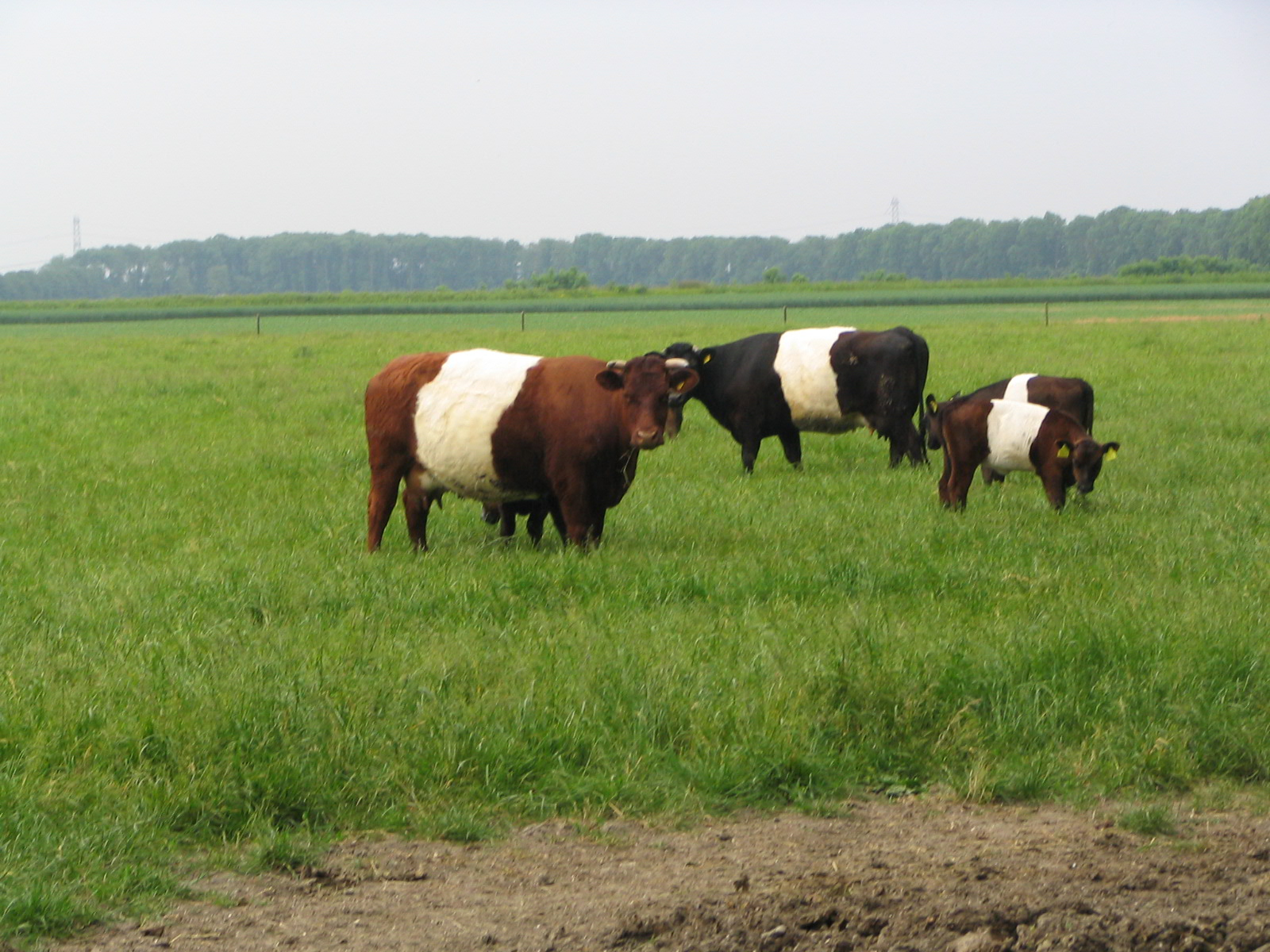
Lakenvelder Rinder

Das Lakenvelder Rind ist eine Rinderrasse aus den Niederlanden.
Lakenvelder Rinder sind in überwiegend schwarz gefärbt mit einem breiten weißen Band (Gurt) in der Mitte. Etwa ein Viertel der Tiere sind rotbraun gefärbt und haben ebenfalls den charakteristischen weißen Gurt.
Seine Ursprünge gehen angeblich auf das in der Schweiz und in Österreich beschriebene „Gurtenvieh“ zurück. Niederländische Adlige verfrachteten Gurtenvieh-Rinder von Bergbauernhöfen im Schweizer Appenzell und im österreichischen Tirol in die Niederlande.
Die Niederländer waren sehr besitzergreifend mit ihren gegurteten Rindern und exportierten sie nicht. Lakenvelder sind bekannt für ihre Milch- und Mastqualitäten. Um 1750 war die Blütezeit der Zucht.
Heutige Rassen sind produktiver als die Lakenvelder, es gibt jedoch kleine Initiativen zur Rettung der Rasse.